# Bob Quick
Robert L. Quick, detto Bob (Thornton, 5 marzo 1946), è un ex cestista statunitense, professionista nella NBA e nella ABA.

## Carriera
Venne selezionato dai Baltimore Bullets al secondo giro del Draft NBA 1968 (18ª scelta assoluta).